# Emilio Estrada
Emilio Antonio Jerónimo Estrada Carmona (Quito, 28 de mayo de 1855 - Guayaquil, 21 de diciembre de 1911) fue un político ecuatoriano, ejerció como presidente de Ecuador desde el 1 de septiembre de 1911 hasta su muerte por insuficiencia cardiaca, ocurrida el 21 de diciembre del mismo año.

## Biografía

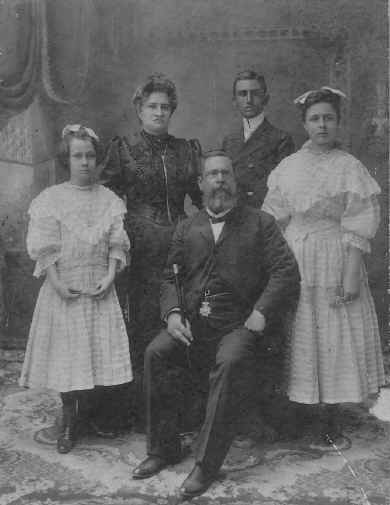
Familia Estrada Sciacaluga, en 1900.

Nació en Quito, el 28 de  mayo de 1855, hijo de Nicolás Estrada Cirio, funcionario del gobierno de José María Urbina y Viteri y de Francisca Carmona y Vasmezón. Fue ahijado de bautismo del presidente José María Urbina y su esposa, Teresa Jado de Urbina.
Sus primeros estudios los realizó en su ciudad natal, pero a partir de 1860 luego de que el conservador Gabriel García Moreno se tomó el poder de la República después de derrotar a los liberales en la guerra civil ecuatoriana de 1859-1860, su padre tuvo que buscar refugio político en Lima, y su madre lo llevó a vivir en Guayaquil donde continuó sus estudios en el Colegio San Vicente del Guayas, desde 1863 hasta 1869.
Al terminar el colegio se dedicó a trabajar en diferentes actividades comerciales y a pesar de haberse dedicado durante algunos años a sus actividades particulares, que nada tenían que ver con la política, en 1882 se levantó en armas contra la dictadura Ignacio de Veintemilla, junto a Eloy Alfaro, en la batalla de Mapasingue, en junio de 1883. 
Derrocado Veintemilla fue nombrado comisario de policía por el Jefe Supremo del Guayas, Pedro Carbo.
En 1884 formó parte del grupo montonero "Los Chapulos" en la guerra de guerrillas contra el presidente José María Plácido Caamaño. Exiliado en Panamá al fracasar la revolución, regresó al Ecuador en 1888 cuando el nuevo presidente Antonio Flores Jijón decreto un indulto general.
El 5 de junio de 1895, en Guayaquil estalla la Revolución Liberal de Ecuador siendo Estrada uno de los firmantes del Acta del Pronunciamiento.
En 1896 integró el comité de socorro para el Gran Incendio de Guayaquil de 1896. 
Representó a la provincia del Guayas como senador suplente en 1898 y como diputado principal en 1899 y 1900.
En 1901 declinó por razones de salud la candidatura presidencial que el presidente Eloy Alfaro le ofrecía. Sin embargo, sirvió al partido Partido Liberal del Ecuador ejerciendo la gobernación del Guayas y otros cargos menores durante los próximos 10 años, hasta su candidatura presidencial. 
Sus íntimos le llamaban "El Ogro" por su apariencia imponente y su faz, casi siempre adusta; pero por dentro la calidad humana de Estrada pesaba subidos quilates: generoso con su dinero, enérgico y franco frente al poder como lo atestiguan algunas cartas dirigidas a su amigo Eloy Alfaro: "General, su error está en tolerar al círculo que le rodea y en querer gobernar exclusivamente con los alfaristas", crítico de los crímenes del alfarismo contra a derechos humanos e incorrupto en el manejo de los bienes públicos. "No concibió jamás que un ciudadano defraudara los fondos públicos", escribe Victor Emilio Estrada en "Vida de un Hombre", biografía de su padre, quien defendió de las intrigas del militarismo alfarista.

### Matrimonios y descendencia
Enviudó dos veces, la primera de Isabel Usubillaga y la segunda de Victoria Sciacaluga Aubert, con quien tuvo tres hijos, Victor Emilio Estrada, María Francisca Estrada y María Luisa Estrada. Contrajo un tercer matrimonio con Lastenia Gamarra Menéndez, en la que no tuvo sucesión.

## Presidencia Constitucional del Ecuador

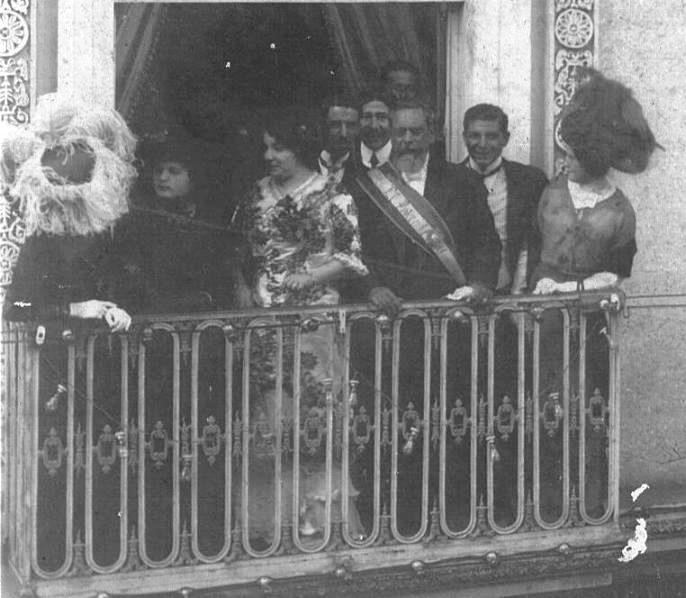
Emilio Estrada Carmona en un desfile celebrado en la ciudad de Quito, con motivo de su posesión presidencial en septiembre de 1911. Junto a él, a su derecha, aparece su tercera y última esposa: Lastenia Gamarra Menéndez.

Pese a su amplio triunfo en las elecciones presidenciales de 1911, el presidente Eloy Alfaro quiso prorrogar su presidencia y buscó excusas para pedir a Estrada que renuncie antes de posesionarse de la presidencia. Una de esas excusas fue que tenía problemas cardíacos (que no los había tenido nunca antes) y otra excusa era que Estrada no era popular (después de un triunfo arrollador en las elecciones). Como Estrada no aceptó las intimaciones de Alfaro, el presidente convocó un Congreso Extraordinario para descalificarlo, pero no lo consiguió. El 3 de julio de 1911 a las once de la mañana y dos meses antes de que Estrada se posesionara, el general Emilio María Terán, su partidario, fue asesinado por el coronel Luis Quirola en el bar del Hotel Royal de Quito. Terán complotaba para deponer a Alfaro. El alfarismo explicó el asesinato como un crimen de faldas; la oposición, como un crimen político. El 11 de agosto de 1911, varios cocheros partidarios de Terán asesinaron a Quirola, que guardaba prisión en el Panóptico. Ese mismo día 11 al grito de "¡Abajo la dictadura! ¡Viva Emilio Estrada! ¡Viva la Constitución!", muchos soldados y una fuerte poblada asaltaron el Palacio de Carondelet para capturar a Alfaro. El ministro de Chile, Víctor Eastman Cox, fue a Palacio, condujo al presidente a su embajada y le salvó la vida a él y a la familia. Carlos Freile Zaldumbide, cabeza del Senado, exigió, amenazado por el pueblo, la renuncia de Alfaro. Este contestó: "No deseo que por mi interés personal se derrame una sola gota de sangre" y renunció. Tropas de la Segunda Zona Militar al mando del general Ulpiano Páez avanzaban sobre Quito para defender a Alfaro. Alfaro convenció a Páez de que desistiera del intento y Páez así lo hizo. Alfaro salió con rumbo a Panamá gracias a la mediación del presidente electo Emilio Estrada ante el encargado del poder ejecutivo, Carlos Freile Zaldumbide, y bajo la promesa de que no intervendría en política por un lapso de dos años.   
Estrada asumió la presidencia el 1 de septiembre de 1911 a primera hora de la madrugada. Buscó el apoyo del placismo y formó un gabinete de antialfaristas, entre ellos el propio general Leonidas Plaza y el conservador Carlos Tobar y Borgoño, y prescindió de la colaboración de los industriales con quienes estaba vinculado. Delineó en el mensaje de asunción del mando el programa de Gobierno: ocuparse del gran problema de la hacienda pública, rescatar el ferrocarril en beneficio de la Nación, cumplir con los créditos internacionales, profesionalizar el Ejército despolitizándolo y lograr una paz honorable y justa con el Perú. 
Durante su administración se inició la explotación petrolífera de Santa Elena y se creó el cantón Pedro Moncayo en Pichincha.
Falleció en Guayaquil el 21 de diciembre de 1911 luego de una prolongada enfermedad, combinada con problemas cardíacos, que lo mantuvo alejado de Quito y el ejercicio efectivo del poder ejecutivo desde principios de diciembre. Ejerció el poder ejecutivo durante su ausencia el mismo Carlos Freile Zaldumbide, que lo reemplazó formalmente a su muerte.

## Muerte en el Poder y Hoguera Bárbara
A cuatro meses escasos de Gobierno, Estrada murió de "insuficiencia del corazón" en Guayaquil el 21 de diciembre de ese año. Carlos Freile Zaldumbide se hizo cargo nuevamente del Poder y pidió a los jefes militares tranquilidad para preparar la elección presidencial. Los candidatos probables eran los generales Flavio Alfaro y Leonidas Plaza. Pero al día siguiente de la muerte de Estrada, el general Flavio Alfaro, que se hallaba en Panamá, fue proclamado Jefe Supremo en Esmeraldas. Seis días después, el general Pedro Jacinto Montero se proclamaba Jefe Supremo en Guayaquil y llamaba a Eloy Alfaro. 
Tres días más tarde, el general Leonidas Plaza se dirigía a Guayaquil para someter a Montero. Pasados cinco días, Flavio Alfaro estaba en Guayaquil para unirse con Montero. Tres días más adelante llegaba Eloy Alfaro a Guayaquil y ofrecía su mediación entre los sublevados y el Gobierno Central a fin de que se eligiese a un civil. El Gobierno no aceptó la mediación. Montero nombró a Flavio Alfaro director de Guerra. El 12, el 14 y el 18 de enero de 1912 las tropas alfaristas se enfrentaron con las gobiernistas comandadas por los generales Julio Andrade y Leonidas Plaza. Andrade venció en Huigra, Plaza en Naranjito y los dos triunfaron en la sangrienta batalla de Yaguachi. Los combatientes usaban las modernas armas adquiridas para el conflicto de 1910 con el Perú. Las tropas del Gobierno que debieron desalojar en Yaguachi a las de Flavio Alfaro perdieron uno de cada tres soldados. Hubo tres mil muertos. Luego de este triple desastre, Montero nombró a Eloy Alfaro, ya de 70 años de edad, director de Guerra. En calidad de tal negoció la rendición. 
Guayaquil fue entregada pacíficamente a las tropas del Gobierno gracias a la mediación de los cónsules de Gran Bretaña y Estados Unidos pero los términos acordados no fueron respetados. Y vino la barbarie. Queden los detalles para la crónica roja de la vergüenza nacional. El historiador Enrique Ayala Mora resume sobriamente lo ocurrido: "Pero el arreglo (logrado por el cuerpo consular) no fue cumplido en su totalidad y Alfaro, Franco y otros jefes fueron tomados presos. Luego de un juicio agitado, Montero cayó asesinado. Los presos restantes (los generales Eloy, Flavio y Medardo Alfaro, Ulpiano Páez y Manuel Serrano y el coronel Luciano Coral) fueron enviados a Quito. Una multitud enloquecida asaltó el Panóptico donde se los había encarcelado. 
EI Viejo Luchador y sus tenientes fueron asesinados y arrastrados luego por las calles hasta el parque El Ejido, en donde se los incineró", incidente conocido como La Hoguera Bárbara. Era el 28 de enero de 1912. "Se ha discutido mucho", añade Ayala Mora, "sobre las responsabilidades del sangriento hecho y aunque no quedó éste nunca del todo claro, hay suficiente evidencia para pensar que Freile Zaldumbide y su Gobierno tuvieron criminal complicidad. No hay elementos suficientes para acusar a Plaza, pero es, en cambio, incuestionable que fueron los placistas junto a los conservadores y clérigos quienes azuzaron a la multitud enloquecida. Detrás de la muerte de Alfaro es preciso también detectar el agotamiento de la alternativa revolucionaria del liberalismo. El ministro de Guerra Juan Francisco Navarro debe ser señalado como el principal instigador del asesinato. Se redujo a prisión a una veintena de actores materiales, pero nunca logró establecerse la autoría intelectual". El crimen político más bárbaro de la historia ecuatoriana quedó impune. Y hasta el propio arzobispo de Quito, Federico González Suárez, sólo intervino tibia e indirectamente para evitar en vano la matanza. 
Luego del asesinato de Eloy Alfaro, el liberalismo radical no volvió nunca más al poder. La base campesino-machetera del liberalismo radical prosiguió la lucha revolucionaria en la Costa norte durante el gobierno de Plaza y contribuyó indirectamente a consolidar el liberalismo burgués. La base indígena-serrana del liberalismo radical retrocedió en lo político y se concentró en luchas locales por la defensa de sus tierras ilegalmente ocupadas y en luchas circunstanciales contra los abusos de hacendados y funcionarios públicos. La base obrero-artesanal del liberalismo radical se agrupó en gremios y sindicatos que engrosarían las aguas socialistas en la década de 1920. Los intelectuales liberal radicales se acomodaron unos en el liberalismo burgués y otros se volvieron socialistas. 
La herencia del liberalismo (radical-burgués) de 1895 a 1912 fue la inauguración de una nueva época en la historia del Ecuador, la creación del Estado laico, el avance del Estado nacional, el cambio de la ideología religioso-clerical por una ideología secular, el nacimiento de la opinión pública, la secularización de la familia y de la educación, el fortalecimiento teórico de la soberanía popular como fuente del poder, el crecimiento de la burocracia y la posibilidad de una apertura al cambio social. Como deudas del liberalismo se registran la tolerancia a la antigua estructura de la propiedad y a las relaciones sociales injustas, el fraude electoral y la esterilización de los partidos políticos. Hay que añadir a los pasivos del liberalismo radical el recurso al caudillismo, la incapacidad de formular un pensamiento social y la contradicción entre los principios y la práctica cotidiana, explicable quizá por las circunstancias.